# Немиров, Борис Степанович
Борис Степанович Немиров (17 января 1934, Болотный — 22 октября 2013, Архангельск) — яхтсмен, заслуженный мастер спорта. Возглавил первое в СССР с экипажем из семи человек кругосветное путешествие на яхте «Икар» в 1987—1988 годах. Заслуженный мастер спорта СССР (1988).

## Биография
Окончил Николаевский кораблестроительный институт.
Свою трудовую деятельность начал в стапельном цехе Черноморского судостроительного завода. Его перевели в ЦКБ «Прогресс» и направили учиться в аспирантуру. Он продолжает увлекаться проектами яхт.
Создал в 1970 студенческое конструкторское бюро судостроения «ЯХТА» в НКИ и на протяжении многих лет был его научным руководителем.
В 1975 году экипаж крейсерской яхты «Арктика» во главе с капитаном Немировым получает первое место в соревнованиях на кубок Чёрного моря.
В 1976 экипаж яхты «Арктика» впервые из советских яхт прошёл из Чёрного моря в Средиземное. Обошёл самую южную точку Европы — мыс Тенарон (Матапан) и дошёл до югославского порта Сплит. На  обратном  пути  при  выходе  из Босфора  яхта попала в очень жесткий шторм; переход от Босфора до Варны продолжался 3 суток. Как  потом  оказалось, в  этом  районе  в  октябре  1976 года  прошёл самый  сильный  шторм  за  последние  80 лет,  были повреждены  маяки,  и  мол  порта  Варна  получил повреждения.
В 1977 «Арктика»  повторила  свой  поход  из Николаева в  Сплит  и обратно.  Все  проливы и каналы  в  этом  походе, а  именно — Босфор, Дарданеллы, Коринфский — были  пройдены  ночью. При заходе в  Варну  произошла  встреча  с  капитаном Георги Георгиевым, народным героем Болгарии, первым болгарским  яхтсменом, прошедшим вокруг света на  30-футовой  яхте.
В 1978 «Арктика»  снова  выходит в  море — на  этот  раз  конечной  точкой  был Санта-Крус-де-Тенерифе (Канарские  острова). Более 3000 миль  было пройдено  за  34  дня.  Всего  поход продолжался   с  14  августа по  12 ноября. Портами  заходов  были   Санта-Крус — де-Тенерифе — Сеута — Афины- Варна.
В 1979 году Борис Немиров начал подготовку к кругосветному путешествию. А начал он ее с постройки самой яхты. В 1984 году судно было спущено на воду. Конструктор Немиров воплотил в нем все свои рационализаторские наработки, ведь яхта должна была преодолеть тысячи морских миль и противостоять штормам. Назвали судно в честь героя древнегреческой легенды — «Икар». Еще год понадобился, чтобы собрать команду. А дальше яхтсмены начали активную подготовку: походы в Черное и Средиземное море, участие в гонках. В 1987—1988 на спроектированной и построенной вместе с друзьями яхте «Икар» Борис Немиров совершил кругосветное плавание.
Двухмачтовая яхта «Икар» преодолела 32 тыс. миль по маршруту Николаев — Канарские о-ва —  остров Тасмания — мыс Горн — остров Святой Елены — Канарские о-ва — Николаев.
В 1992 году принял участие в трансатлантической Гранд-Ренате «Колумбус-92» в честь открытия Америки. Доставил в США украинскую землю с могилы Тараса Шевченко в Канева и возложил её у Статуи Свободы /архив газеты украинской диаспоры в США «SVOBODA — СВОБОДА»/
В 2000 году яхта «Икар» (капитан — Б. Немиров) принимала участие в трансатлантической  Гранд-Регате «Рейс-2000». Размерения яхты: длина — 16 м, ширина — 4,38 м, осадка — 2,55 м, водоизмещение — 25 т, площадь парусности — 150 м².

## Награды и звания
- Золотая медаль Советского комитета защиты мира и Советского фонда мира.
- Почётный гражданин Николаева (звание присвоено решением исполкома от 3 января 1988).